# 海城站

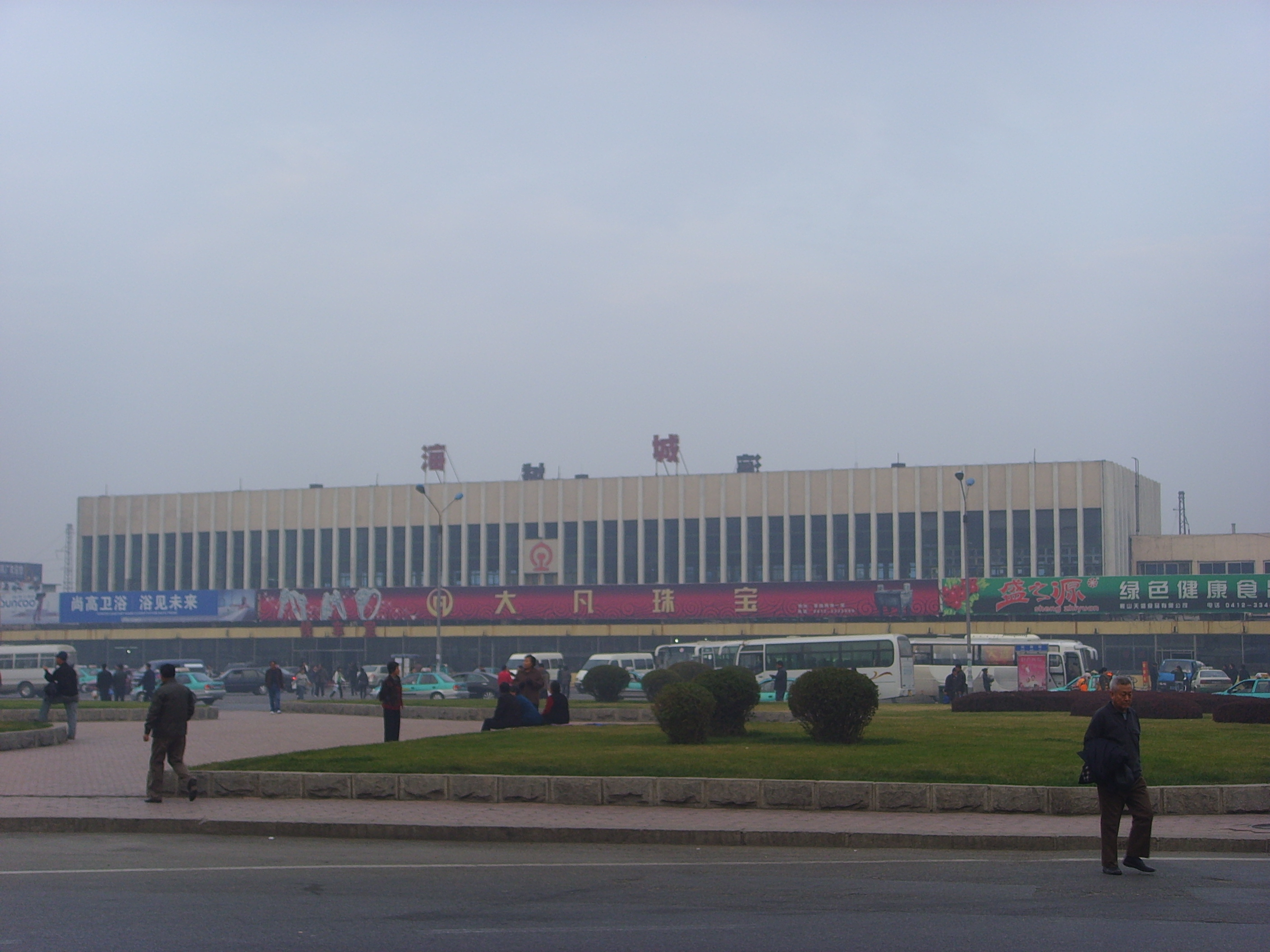
海城站老站房，摄于2008年10月

海城站位于中华人民共和国辽宁省鞍山市海城市，始建于1903年，为沈阳局集团管辖的二等站。2017年8月启用了新站房。经过铁路有沈大铁路及海岫铁路，并可连接至沟海铁路。

## 历史
- 1903年：海城站建成启用。
- 2016年6月原站房拆除重建。
- 2017年8月启用新站房。

## 使用情况
海城站是沈大铁路及海岫铁路的车站。日均办理旅客列车约60列，包括各类旅客列车。